# Sebepojetí
Sebepojetím v psychologii rozumíme vztah lidského jedince k sobě samému i subjektivně důležitým skutečnostem jeho života, tedy to, co si člověk o sobě a subjektivně významných danostech myslí, jak je vnímá, prožívá a nakonec i hodnotí. Tvoří centrum osobnosti, jsme to „my sami“ se vším, co k nám subjektivně patří a je současně prožíváno a hodnoceno jako významné (např. tělesné schéma, hodnotový systém, sebeúcta).
Sebepojetí lze definovat jako postoj jedince k sobě samému. Jako každý postoj má i sebepojetí tři složky: sebepoznání, sebehodnocení (složky kognitivní)  sebepřijetí, sebeúctu (složky emocionální) a úsilí po seberealizaci (složka konativní).

## Další definice sebepojetí
Podle Smékala: „Sebepojetí je základem jáství člověka, je souhrn názorů na sebe sama, na své místo ve světě, a v tomto smyslu je souhrnem pocitů, jimiž prožíváme spokojenost nebo nespokojenost se sebou, větší nebo menší sebedůvěru, sebeúctu a vliv na druhé. Sebepojetí je také uvědomováním si svých osobnostních charakteristik, často zkresleně nebo stylizovaně se záměrem vyvolat o sobě v druhých určitý dojem. Do struktury sebepojetí patří i úroveň sebemonitorování a sebeprezentace a místo ovládání. Ze sebepojetí vyrůstá charakter člověka“. 
Carl Rogers potom definuje sebepojetí následujícím způsobem: „sebepojetí se skládá ze všech myšlenek, vjemů a hodnot, které charakterizují „já“; zahrnuje vědomí „co jsem“ a „co dokážu“. To pak ovlivňuje, jak člověk vnímá svět i své chování“.

## Historie pojmu

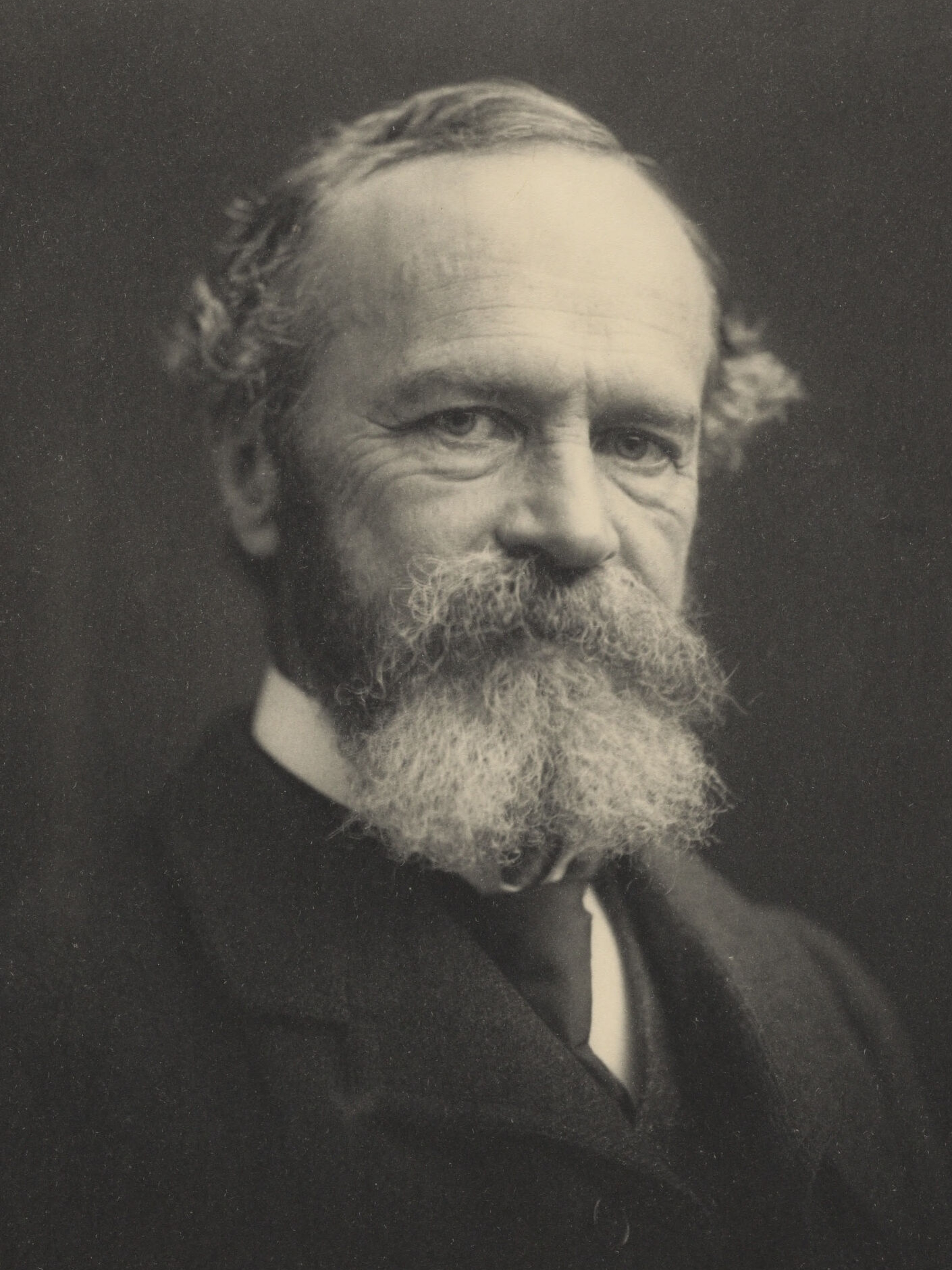
Psycholog William James, který se první systematicky zabýval sebepojetím

Pojem se objevuje v západních filozofických školách až v 17. století. Zabývali se jím ve svých pracích René Descartes, John Locke a David Hume, kteří považovali koncept „já“ za základní součást vědomí.

### Počátky vědeckého zkoumání sebepojetí
První psycholog, který rozvíjel psychologii sebepojetí byl William James (1890), který jako první artikuloval rozlišení dvou aspektů Já. Já jako subjekt duševní činnosti, agens duševního života, poznávajícího Já ( self-as-knower) a Já jako objekt duševní činnosti, obrazu tohoto činného Já, poznávaného a poznaného Já ( self-as-known). Ve 20. století na jeho práci navázali jeho žáci Charles Horton Cooley, George Herbert Mead, kteří především považovali „Já“ za sociální konstrukci formovanou prostřednictvím lingvistických výměn s druhými. Charles Horton Cooley je znám zejména pro svůj postulát „ zrcadlového Já“. Významní druzí tvoří sociální zrcadlo, v němž se odráží jejich mínění o jedincově Já. V tomto případě se Já stává tím, co si představujeme, že si druzí myslí o našem vzhledu, motivech, činech, charakteru apod.
Erving Goffman pojímá „já“ jako sérii rolí, které lidem umožňují vstupovat do sociálních interakcí.

### Současný pohled na sebepojetí
Během let se pohledy na sebepojetí měnili. V 60. letech 20. století bylo sebepojetí chápáno jako celková představa sebe sama, neměnící se v čase a situaci. V dnešní době se na sebepojetí díváme  z hlediska multifacetovosti, postupně uspořádané struktury dynamiky fungování a provázanosti procesuální a strukturální stránky Já. Tím pádem není vyloučena existence mezi uvedenými celkovými a obecnými vztahy, jedná se především o přesunutí důrazu na některé jiné aspekty sebepojetí. 

## Vývoj sebepojetí
Je jednoznačné, že sebepojetí a jeho obsah vznikají v průběhu procesu socializace. Podstatou je postupné rozšiřování a narůstání jeho obsahu a informací o sobě v průběhu času- jednak na základě zpětné vazby v okolí a jednak na základě vlastního úsudku. Jako významné se také ukazuje především srovnávání s ostatními.
Hlavním měřítkem sebehodnocení a pohnutek chování jsou osobní standardy- normy, cíle a osobní aspirace jedince. Jsou nedílnou součástí sebepojetí a vztahují se zejména k ideálnímu a požadovanému Já.
Sebepojetí se mění v závislosti na biologickém věku:

### Prenatální období
Podle psychologa T. Vernyho se sebepojetí formuje už v prenatálním období. Nenarozené dítě cítí a vnímá signály, které k němu přicházejí už v době, kdy je ještě v děloze. Tyto signály ovlivňují, jak se dítě bude v budoucnu vnímat. Přicházejí převážně od matky, psychické zdraví dítěte je silně ovlivněno jejím vnímáním těhotenství a duševním rozpoložením, ale role otce a toho, co k ženě a nenarozenému dítěti cítí je také nezanedbatelná.

### Vývoj sebepojetí novorozence a kojence
V počátečním období je podstatný symbiotický vztah s matkou, který je základem budoucího pocitu jistoty a pomáhá v adaptaci ve světě. Od novorozeneckého do batolecího věku hovoříme o vynořujícím se Já (emergent self). Ve věku 2-6 měsíců dítě vnímá svoje tělo a také jednání a cítění. Postupně pozná svoji schopnost vyvolávat reakce druhých.

### Vývoj sebepojetí batolete
Hlavním úkolem při sebepojetí batolete je autonomie. Ve věku asi do 15 měsíců se objevuje základ porozumění psychice sebe sama i druhých lidí. Rozhodující je také dosažení obecné důvěry ve svět a důvěry v sebe sama. Důležitá je také schopnost separace od matky a uvědomování si vlastní osobnosti a jejich možností. Rozvoj sebepojetí batolete jednoznačně směřuje k potvrzení vlastní individuality a jedinečnosti. Podstatné také jsou a dále budou vztahy a vazby s jinými lidmi. Důležitým mezníkem je také fáze vzdoru, kdy si dítě již uvědomuje sebe sama jako autonomního jedince. Obrovský a nenahraditelný význam má zpětná vazba a reakce dospělých, zejména ve smyslu pozitivního hodnocení, přijetí a ocenění.

### Vývoj sebepojetí předškoláků
Sebepojetí v tomto věku je významně spjato s tělovým schématem. Dále je také významná vlastní aktivita a potřeba něco zvládnout. Podstatnou součástí identity je také vše, k čemu má dítě vztah- lidé, zvířata i věci. Majetnické sklony jsou součástí tohoto období. Vzhledem k rozumové nezralosti je sebepojetí přímo závislé na hodnocení druhých. Vlastní sebehodnocení tedy v tomto věku vychází z hodnocení, které dítě zprvu jednoznačně přijímá ze svého okolí. Je spojeno s pozitivním či negativním emočním prožitkem, ale zároveň také vychází z vlastní zkušenosti jedince. Dále také lze říci, že sebepojetí vzniká v průběhu socializace, která je dána především mezilidskou interakcí a vrůstáním do společnosti.

### Vývoj sebepojetí ve školním věku
Dětské sebepojetí vyplývá z rozvíjející zkušenosti se sebou samým. Mnohem výrazněji se začíná uplatňovat srovnání s vrstevníky, kdy si dítě všímá rozdílů a shod. Pro kladné sebepojetí je významný také atribuční styl- tedy pojetí příčin vlastních úspěchů a neúspěchů. Podstatný je také stále postoj rodičů ke svým dětem. Nachází se zde již rozdíly mezi dívkami a chlapci. Dívky v tomto věku projevují větší sebekritičnost než chlapci, z čehož vyplývá, že větší sebevědomí se projevuje u chlapců. Podle teorie modelu jsou rodiče vzorem, podle kterého si následně vytváří své vlastní sebepojetí. Nedílnou součástí dětského sebepojetí je i příslušnost k sociálním skupinám- vědomí rodinné identity, příslušnost ke skupině vrstevníků.

### Vývoj sebepojetí v dospívání
S počátkem dospívání (kolem 11.-12. roku) můžeme sledovat výrazný a dočasný pokles úrovně sebehodnocení. Kladné sebehodnocení je velmi důležité pro duševní zdraví a také motivaci a výkon ve škole. S dospíváním je také úzce spjato úsilí o prohloubení sebepoznání a zaměření na vlastní osobnost v tomto období. Významným úkolem dospívání je dosažení pocitu vlastní identity, což obnáší poznání vlastních mezí a přijetí své jedinečnosti se všemi omezeními a nedostatky. Podstatným je také pochopení a přijetí své psychické diferenciace (tj. schopnost vnímat sama sebe jako něco jedinečného) a dále psychické nezávislosti. V tomto období jsou především dívky vystaveny tlaku okolí na přijetí představ o roli ženy. Hledání osobní identity, sebepoznání a sebeuvědomování přináší překvapení i ztráty iluzí. Je spojeno s experimentováním v různých oblastech, včetně studia, zájmů, sexu apod.

## Sociální interakce
Jak zpětná vazba ovlivňuje sebepojetí, rozvíjí roku 1902 Charles Horton Cooley. Tvrdí, že to, co si myslíme o sobě, formují domněnky o tom, co si o nás myslí druzí. Sebepojetí popisuje jako „zrcadlové já“ a na jeho tvorbě se podílí tři složky:
- jak si myslíme, že se druhým jevíme
- jak si myslíme, že nás druzí posuzují
- pocit, který v nás vyvolá zhodnocení předchozích dvou představ.

Podle Georga Herberta Meada (1934) vzniká „já“ v sociálních interakcích a vnímáním reakcí lidí na naše chování.
Carl Rogers (1961) vysvětluje sebepojetí jako výsledek zvnitřnění podmínek hodnoty, které se vytvářejí v sociálních interakcích. Lidé podle něj mají dvě základní potřeby:
- potřebu dostávat pozitivní zpětnou vazbu od ostatních lidí
- potřebu sebeaktualizace, rozvíjení svého potenciálu a schopností.[4]

## "Já" jako série rolí
Erving Goffman (1959) považuje „já“ za sérii rolí, které mu umožňují sociální interakce a jejichž repertoár se postupně rozšiřuje.
„Já“ má různé aspekty, které člověk uplatňuje při svém kontaktu s ostatními a tím se tyto aspekty kultivují a rozvíjejí.